# Alkanna pinardii
Alkanna pinardii är en strävbladig växtart som beskrevs av Pierre Edmond Boissier. Alkanna pinardii ingår i släktet Alkanna och familjen strävbladiga växter. Inga underarter finns listade i Catalogue of Life.